# Smidt Lajos
Smidt Lajos (álneve: Érsekújvári Lajos) (Érsekújvár, 1903. október 31. – Szombathely, 1975. június 30.) sebészorvos, kórházigazgató, műgyűjtő, régiségtár őr, múzeumigazgató.

## Életpályája
1926-ban 43 napos rekordidő alatt gyalogtúrát tett Budapestről Rómába. 1930-ban diplomázott a Pázmány Péter Tudományegyetem Orvosi Karán. Orvosi tanulmányai mellett a Liszt Ferenc Zeneművészeti Főiskola hallgatójaként énekelni tanult; a szombathelyi Scola Cantorum Sabariensis kórusban bariton hangfekvésével tűnt ki. 1930–1942 között Szombathely közkórházában sebészorvosként praktizált. 1936–1940 között a Vas vármegyei Múzeum Régiségtárának őre volt. 1939-től a budapesti Új Szent János Kórházban, majd a szombathelyi vármegyei kórházban sebészként dolgozott. 1942–1943-ban – a második világháború alatt – frontszolgálatot teljesített a III/2. tábori kórház sebészeként. 1945-ben Celldömölkön, 1946–1950 között újra Szombathelyen, az Emberbaráti Egylet kórházában folytatta hivatását. 1950-ben – a kórház átszervezése, illetve a megyei kórház szervezetébe való beolvasztása után – politikai okokból félreállították. Ezután beosztott orvosként a tüdősebészeti osztály betegeit gyógyíthatta. 1956-ban távozott a kórházból. 1966-ig cipőgyárban volt üzemorvos. 1966-ban nyugdíjba vonult. 1971–1975 között a nevét viselő Smidt Múzeum igazgatója volt.

### Munkássága
Őszi bánat címmel a Faludi Ferenc Irodalmi Társaság kiadásában verseskötete jelent meg. Mellőzöttségében gyűjtői szenvedélye éltette. A múzeum kultúrtermében már 1936 szeptemberében saját gyűjteményéből hadtörténeti, majd 25 éves gyűjtői jubileuma  alkalmából viselettörténeti kiállítást rendezett. A Vas Megyei Múzeumbarátok Egyesületének egyik alapítója volt. Nyugdíjba vonulása után már csak kb. 40000 darabból álló magángyűjteményének élt, amelyet 1968-ban Vas megyének és Szombathelynek adott. A város a Várkör egyik régi műemlékházát bocsátotta rendelkezésére, ahol 1971. október 1-jén nyílt meg a Smidt Múzeum. A múzeumi kiállítása az őskortól a legújabb korig rendkívül színesen mutatta be Szombathely és környékének összegyűjtött emlékeit. A Folia Savariensia című lap egyik alapítója volt.

## Családja
Szülei Smidt András és Lozsek Mária (1876–1948) voltak. 1969-ben, Budapesten házasságot kötött Plaszkó Annával.
Sírja Szombathelyen, a Jáki úti temetőben található.

## Művei
- A mezőlaki szkíta lelet (Vasi Szemle, 1. 1934, 201-209.)
- Őszi bánat (versek, Budapest, 1941)
- Vezető a szombathelyi Smidt Múzeum állandó kiállításához (Vas Megyei Múzeumok Katalógusai 41. Szombathely, 1977)

## Díjai, elismerései
- Munka Érdemrend arany fokozata (1971)[6]